# Alfonso Petrucci

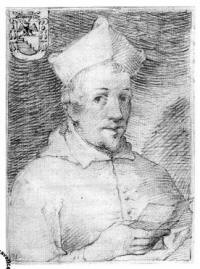
Kardinal Alfonso Petrucci (Porträt aus späterer Zeit)

Alfonso Petrucci (* 1491 in Siena; † 16. Juli 1517 in Rom) war ein italienischer Kardinal und Bischof.

## Leben

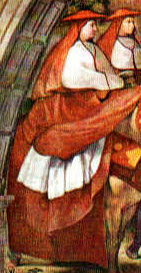
Raffael: Ausschnitt aus dem Bild Attila der Hunne trifft Papst Leo den Großen; Kardinal Alfonso Petrucci ist der links dargestellte Kardinal.

Wappen der Fam. Petrucci

Alfonso Petrucci wurde 1491 in Siena als zweiter Sohn von Pandolfo Petrucci und Aurelia Borghesi geboren und entstammte einer aristokratischen Familie aus dem Hause Monte dei Nove. Über seine Ausbildung und seine kirchliche Laufbahn bis zu seiner Ernennung zum Bischof von Sovana am 1. Oktober 1510, im Alter von nur 19 Jahren, ist wenig bekannt. Die Verbindungen und Beziehungen zwischen dem Kirchenstaat und der Republik Siena, die sich für die Verteidigung von Montepulciano gegen die Pläne der Republik Florenz einsetzte, waren ein wesentlicher Aspekt seiner Wahl zum Kardinaldiakon am 10. März 1511 mit der Titelkirche von San Teodoro. Papst Julius II., der die Republik Florenz von ihrem Bündnis mit dem Königreich Frankreich abbringen wollte, verlangte von der von Pandolfo Petrucci angeführten sienesischen Regierung, die Rückgabe Montepulcianos an die Florentiner als Gegenleistung für ein bilaterales Bündnis mit einer Laufzeit von 25 Jahren zwischen den beiden Republiken sowie der Ernennung Alfonsos zum Kardinal. Zusammen mit dem Kardinalstitel erhielt er auch die Ernennung zum Bischof von Massa Marittima, zu dem er auch die Abtei S. Leonardo della Macina (ehemals dem Deutschen Orden angehörend) in der Diözese Sipontina gehörte. Drei Jahre später verzichtete er zugunsten seines Vetters Lattanzio auf das Bistum Sovana.
Im Konklave von 1513, in dem Giovanni de’ Medici zum Papst Leo X. gewählt wurde, unterstützte er die Kandidatur des Medici, entgegen den Ratschlägen aus Siena, insbesondere von Antonio da Venafro, dem langjährigen Minister seines Vaters. Er tat dies in der Überzeugung, dass dies zu einer Verjüngung der kirchlichen Hierarchien führen würde, während die Sienesen die politische Vereinigung der Republik Florenz mit dem Kirchenstaat fürchteten, die die Republik Siena „zerstören“ würde. Als sich jedoch die Expansionsbestrebungen Leos X. abzuzeichnen begannen, der wie die Borgia im Jahrzehnt zuvor, die mittelitalienischen Staaten in Besitz nehmen wollte, um die Vorherrschaft der Familie Medici zu erreichen, suchte Alfonso das Bündnis mit der Familie Della Rovere aus Urbino und dem Zweig von Giampaolo Baglioni aus Perugia sowie die Unterstützung des Königreichs Spanien. Dies führte zu einem internen Zerwürfnis innerhalb der Familie Petrucci, da sein Cousin Raffaele, Bischof von Grosseto, von Leo X. dazu gedrängt wurde, im März 1516 die Macht in Siena zu übernehmen und Borghese Petrucci, den Bruder von Alfonso und ältesten Sohn von Pandolfo, zu entmachten.
Nach dem ersten Krieg, den Leo X. gegen das Herzogtum Urbino vom Zaun brach (1516), zog er sich in die Lehen von Colonna zurück, wo mit Unterstützung des spanischen Königreichs der Feldzug von Francesco Maria Della Rovere zur Rückeroberung des Herzogtums Urbino vorbereitet wurde. Während Francesco Maria Della Rovere im Januar 1517 seine militärischen Operationen begann, wurde Alfonso im darauf folgenden Monat von Leo X. vorgeladen, um die Situation zu klären, zog es jedoch vor, Rom bereits im März zu verlassen und seine Pläne für die Rückkehr seines Bruders Borghese an die Regierung von Siena weiter zu verfolgen. Unter dem Vorwand, einen Briefwechsel zwischen Alfonso und einigen Mitgliedern des päpstlichen Hofes entdeckt zu haben, ließ der Papst im April 1517 mehrere Mitglieder seiner Familie verhaften. Am 16. Mai 1517 wurde Kardinal Alfonso eingeladen, unter päpstlichem Schutz nach Rom zurückzukehren, doch am nächsten Tag wurde er verhaftet und in die Engelsburg gebracht. Er wurde beschuldigt, eine Verschwörung unterstützt zu haben, die Leo X. vergiften und ihn durch Kardinal Raffaelo Riario Sansoni, Urenkel von Sixtus IV., Cousin von Julius II. und naher Verwandter und Förderer von Francesco Maria Della Rovere, als Papst ersetzen sollte. Er war Gegenstand eines Prozesses, dessen Originaldokumente zum Teil im Vatikanischen Geheimarchiv aufbewahrt und in den Bänden von Marquis Alessandro Ferrajoli und Maurizio Gattoni veröffentlicht wurden, die in der folgenden Bibliographie zitiert werden.
Ab dem 22. Juni 1517 fehlt in den offiziellen Dokumenten jede Spur von Kardinal Alfonso. Die Nachricht von seinem Tod, datiert auf den 4. Juli 1517, stammt aus der Korrespondenz des venezianischen Gesandten Marco Minio, der in den Wochen nach der Verhaftung Alfonso Petruccis ein genaues Bild von den Ereignissen lieferte. Andere handschriftliche Quellen, die in der Vatikanischen Bibliothek aufbewahrt werden, bestätigen das Datum und beschreiben den Tod durch Strangulation im Gefängnis der Engelsburg.